# Be My Guest
Be My Guest – anglojęzyczny utwór ukraińskiej wokalistki Gaitany, napisany przez nią samą i wydany w 2012 roku. Utwór reprezentował Ukrainę podczas 57. Konkursu Piosenki Eurowizji w 2012 roku.

## Historia utworu

### Nagrywanie, teledysk
Autorką muzyki oraz tekstu utworu została sama Gaitana, której przy komponowaniu pomagał KIWI Project. Teledysk do piosenki opublikowano 14 marca 2012 roku.

### Konkurs Piosenki Eurowizji 2012
18 lutego 2012 roku odbył się  finał ukraińskich selekcji do Konkursu Piosenki Eurowizji, w którym wystąpiło 22 uczestników, w tym Gaitana z utworem „Be My Guest”. Ostatecznie, singel zdobył największą liczbę 41 punktów od telewidzów i komisji jurorskiej, dzięki czemu wygrał eliminacje i został propozycją Ukrainy podczas 57. Konkursu Piosenki Eurowizji organizowanego w Baku. 
Wokalistka wystąpiła 24 maja podczas pierwszego półfinału konkursu z siódmym numerem startowym. Podczas prezentacji towarzyszyło jej czterech tancerzy, a na scenie umieszczone zostały dwa ekrany LEDowe wyświetlające sylwetki tańczących ludzi. Singel awansował do finału, zdobywając 64 punkty i 8. miejsce. W sobotę, 26 maja Gaitana wystąpiła jako przedostatnia, dwudziesta piąta w kolejności i zajęła ostatecznie 15. miejsce w końcowej klasyfikacji, otrzymując w sumie 65 punktów.

## Notowania na listach przebojów
| Kraj              | Lista (2012)          | Miejsce |
| ----------------- | --------------------- | ------- |
| Belgia (Flandria) | Ultra Top 100 Singles | 65      |